# 정상재
정상재(正常財, normal goods)는 다른 조건이 불변일 때, 소득이 증가(감소)함에 따라 수요가 증가(감소)하는 재화이다. 즉 수요의 소득탄력성이 양(+)인 재화를 말한다.
아래의 그래프에서 소득의 증가로 인해 예산선이 BC1에서 BC2로 이동하였을 때 Y재와 같이 소비가 Y1에서 Y2로 증가하는 재화를 정상재라 하고, X재와 같이 소비가 X1에서 X2로 감소하는 재화를 열등재라고 한다.

## 정상재의 종류
- 필수재

소득이 증가함에 따라 그 소비량이 증가하나, 소득 탄력성이 1 이하이다.
즉 소득이 100원 증가했을 때 소비량이 50원 증가한다면, 이 재화는 필수재이다.
- 사치재

소득이 증가함에 따라 그 소비량이 증가하나, 소득 탄력성이 1 이상이다.
즉 소득이 100원 증가했을 때 소비량이 200원 증가한다면, 이는 사치재이다.

## 같이 보기
- 열등재